# Axé Bahía
Axé Bahía es un grupo musical brasileño de axé y eurodance radicado en Chile compuesto por cinco integrantes, que surgió en el la década de 1990 por iniciativa de Flaviana Seeling, quien actualmente se desempeña como la líder del grupo. Alcanzaron fama con el éxito "Beijo na Boca", en particular la versión en español, "Beso en la boca". Actualmente algunos se encuentran radicados en Chile y Perú.
La fama que obtuvo Axé Bahía en todo Latinoamérica fue rotundo, considerando como muchos, principalmente los latinoamericanos, a los primeros años del siglo XXI como una era axé. Tras eso, siguieron muchos conciertos, merchandising, foros de fanes, muchas reproducciones en gimnasios y fiestas, y un libro biográfico.
Hoy están realizando una gira mundial celebrando los 20 años de su carrera . 

## Historia

### 1997-2000: Surgimiento
Axé Bahía se inició a finales de 1990. Con sede en Brasil, el grupo estaba originalmente encabezado por Flaviana Seeling y compuesto por ella misma junto con Jeferson Fabiano Barbosa, Jociney Barbosa, Thalyta, Amanda Cibely y Rodrigo. 
A partir de 1997, Flaviana Seeling viajaba anualmente desde Curitiba hasta Salvador de Bahía, para participar en grupos musicales de aquella zona de Brasil, donde ya se destacaba el axé, que fusiona ritmos de samba, tropicales y afro.

### Éxito total: sus discos (2000-2013)
El grupo se dirigió a Santiago de Chile para probar un poco de suerte y se disparó a la fama en 2001, integrándose en Santiago de Chile al programa Mekano donde eran parte importante del electo juvenil. 
Poco después de llegar a Santiago de Chile, tres de los miembros originales del grupo, Thalyta, Amanda y Rodrigo, decidieron regresar a Brasil.
El grupo decidió buscar dos nuevos miembros, seleccionando en Brasil a Francini Contin do Amaral y Bruno Zaretti. Flaviana, Jeferson, Jociney, Francini y Bruno son los cinco miembros que logran un amplio reconocimiento en Santiago de Chile, realizando la mayoría de los cantos y bailes del grupo y formando parte del elenco estable del programa familiar de la televisión chilena Pase lo que pase y del estelar Noche de Juegos. 
Es entonces cuando reciben una propuesta de grabar su primer disco, a la cual acceden acudiendo a Brasil para concretar el sueño, contactando con músicos y compositores. Es así, de la mano con WR Discos lanzan al mercado su primer álbum de estudio: "Tudo Bem", el cual rompería todo tipo de ventas en menos de 48 horas de su lanzamiento. Debido a esto comienzan las acciones de internacionalización.
Gracias a la popularidad del disco, continúan la serie con: "Tudo Bem II" y empieza su gira internacional por diversos países de Centroamérica y Sudamérica.
Pero en el trascurso del tiempo, Flaviana Seeling, la chica rubia original del grupo, quedó embarazada en 2003, entonces el grupo añadió un sexto miembro, Brenda Carvalho, que sustituye a Seeling durante su embarazo, y se encarga también de continuar los conciertos de los países faltantes. Después Brenda iniciaría su propio grupo Exporto Brasil con el mismo empresario que dirigió los destinos de Axé Bahía. El nuevo grupo tuvo bastante éxito en Perú, país en el que Brenda se quedaría a radicar definitivamente.
Axé Bahía, a lo largo de su curso y el cambio de composición, ha trabajado en Brasil, Perú, Chile, El Salvador y México. Sus más grandes presentaciones ocurrieron en el Festival de Viña del Mar (Chile) y el Festival de Cusco (Perú), siendo también destacable su posterior presentación en el Acapulco Fest 2003 (México). El grupo tuvo que aprender español para poder grabar fuera de Brasil. Esto dio sus frutos, y vendieron miles de copias de sus dos discos en toda América Latina.
Cabe destacar el surgimiento espontáneo de diversas agrupaciones semi amateur que acompañaron el éxito rotundo de esta gran agrupación. En el caso chileno, se destaca por sobre la norma la agrupación Axe Macul, quienes dieron vida y sabor chileno a temas como la manivela, beso en la boca entre otras.
Rumbo a 2004, Axé Bahía (con el regreso de Flaviana) deciden instalarse en la Ciudad de México para desarrollar una carrera más amplia, esto se debe a que consideran que el mercado mexicano los ayudaría en ese aspecto. Entonces antes de ir a Acapulco de Juárez, México, lanzan su tercer disco de remixes y canciones inéditas: "Vuelve La Onda Del Verano", y se mudan a dicho país, donde son invitados especiales para dar apertura al festival "Acapulco Fest" con el sencillo de ese año: "Yo Quiero Bailar" (2003). Pronto esta canción sería incluida en su último álbum más adelante.
En junio de 2004, uno de los acontecimientos más penosos de su historia ocurre cuando Bruno Zaretti y Francini Amaral, deciden salir del grupo para independizarse, y a la vez son remplazados por Cleverson Ribeiro y Melissa de Souza (esta última queda embarazada después y es remplazada por Meire Carvalho, asumiendo su papel de pelirroja en el grupo) 
Cuando los antiguos miembros abandonan Axé Bahía, dejan canciones ya grabadas que serían incluidas en el último disco reconocido, entre ellas el mencionado "Yo Quiero Bailar", pero de todas formas se deciden incluir más canciones para la producción, y lanzan casi finalizando el 2005: "Positivo"  su cuarto y último álbum que obtuvo reconocimiento mundial.

### 2006-2012: Cambios
La composición de Axé Bahía, una vez más, cambió en 2006, pasando a un sexteto. Los miembros actuales son Flaviana Seeling, Jeferson Fabiano Barbosa, Jociney Barbosa, y los nuevos miembros, Cleverson Leandro Ribeiro, Meire Guimaraes de Carvalho, Gisele Salardi y vuelve Bruno Zaretti.
El grupo es famoso por sus canciones "Beijo Na Boca" (español: "Beso en la Boca"), "Onda Onda" y "Danca Da Manivela". Pero pierde popularidad y demanda.
El titular del nombre, Flaviana Seeling, vive en Salvador de Bahía y creó una empresa llamada Grupo Hacha Bahía.
En 2006 Crearon Axé Bahía Company, una escuela de danza, y a la vez lanzan un quinto disco llamado: "Axé Bahía Company" que esta vez no obtuvo un reconocimiento mundial y tuvo muy pocas copias, por lo que no fue muy famoso. Tal disco refleja la decadencia del ritmo Axé. En este se incluyen canciones inéditas.
Ese mismo año la compañía de baile internacional, se divide en 2 grupos, cada uno en diferente país. Uno en El Salvador y otro en México con nuevos integrantes:
1. Axé Bahía El Salvador:

- Integrantes: Flaviana Seeling, Jeferson Fabiano Barbosa, Joao Paulo Olivato (JP), Paulo Ribeiro, Valeria y Nadya Franca.
- Lanzaron sus singles como grupo independiente.
- El grupo se disolvió a mitad del 2007.

1. H Bahía México:

- Integrantes: Meire Carvalho y Giselle Salardi (Líderes originales del grupo); Cleverson Ribeiro, Bruno Zaretti y Jociney Barbosa.
- Lanzaron sus singles como grupo independiente hasta el 2010 y lanzaron curiosamente un disco, pero hasta la fecha no hay muestra de ello.

"H Bahía" es el nuevo nombre del grupo hasta el 2012.

### 2013-presente: Reencuentro
En mayo de 2013, el quinteto que causó furor en Santiago de Chile a comienzos de los 2000 (Flaviana Seeling, Francini Amaral, Jeferson Fabiano Barbosa, Jociney Barbosa y Bruno Zaretti) y que luego se proyectó a América, vuelve a reunirse y hacen una presentación para el programa de farándula "Primer Plano" de Chilevisión y Vuelve a Santiago de Chile tras 12 años. Marcando un gran rating, liderando en la señal de la cadena de canales chilenos. Reencontrándose con su ex nana Cristina, en donde todos se emocionan y lloran, ya que ella fue quien los cuido y ayudó mientras residían en Chile.
El 15 de noviembre de 2013 tienen agendada una presentación en Santiago de Chile, Teatro Caupolicán para su Tour Despidete con un Beso en la Boca retornan a despedirse de su público chileno después de 12 años. Gira que los llevara por gran parte de dicho país.
El viernes 22 de abril de 2016, Jeferson Barbosa fallece repentinamente y en extrañas circunstancias a los 40 años tras caer desde un edificio de un piso 20 ubicado en Santiago de Chile. en lo que aparentemente sería un intento de suicidio, quedando la investigación del caso en manos de la Policía de Investigaciones de Chile; Sus restos fueron repatriados a Brasil.
En la actualidad axe bahia se encuentra realizando una figura internacional celebrando sus 20 años de carrera junto a los integrantes oficiales, Bruno, Fraviana y Francini. 

### Bailando sobre el volcán
Debido a la popularidad del grupo, se publicó Bailando sobre el volcán. La historia no contada de Axé Bahía, un libro biográfico del grupo que cuenta oscuros pasajes nunca antes vistos. Fue escrito por el empresario chileno Marcelo Borlando, que asumía de mánager del grupo.

## Discografía
- 2001 - Tudo bem
- 2002 - Tudo bem 2, o ritmo continua
- 2003 - Vuelve la onda del verano
- 2005 - Positivo
- 2005 - Positivo (Versión de Univisión)
- 2006 - Axé Bahía Company
- 2014 - Fiesta Mundial Ecuador
- 2016 - Dance History 2.0

## Sencillos
| "Namorar pelado (beijo na boca)"                                       | 2001 | 2  | Tudo bem                     |
| "Tapinha"                                                              | 2001 | 3  | Tudo bem                     |
| "Thu thuca"                                                            | 2001 | 3  | Tudo bem                     |
| "Dança da manivela"                                                    | 2002 | 2  | Tudo bem                     |
| "Gingado de mola (mostra)                                              | 2002 | 7  | Tudo bem                     |
| "Ali Babá"                                                             | 2002 | 9  | Tudo bem                     |
| "Bateu levou (country)"                                                | 2002 | 15 | Tudo bem                     |
| "Tesouro do pirata (onda onda)"                                        | 2002 | 38 | Tudo bem                     |
| "Maomeno"                                                              | 2002 | 6  | Tudo bem 2, o ritmo continua |
| "Danca do esquisito"                                                   | 2003 | 19 | Tudo bem 2, o ritmo continua |
| "Tekila"                                                               | 2003 | 25 | Tudo bem 2, o ritmo continua |
| "La cucarachiña (dona baratinha)"                                      | 2005 | 49 | Positivo                     |
| "Mueve la pompa"                                                       | 2005 | 26 | Positivo                     |
| "Cha cha cha"                                                          | 2013 | —  | Canción sin álbum            |
| "—" significa que la canción no fue lanzada o no apareció en la lista. |      |    |                              |